# Tricholita fistula
Tricholita fistula là một loài bướm đêm trong họ Noctuidae.